# رامیز حمودا
رامیز حمودا (انگلیسی: Ramiz Hamouda؛ زادهٔ ۲۶ مهٔ ۲۰۰۸) بازیکن فوتبال اهل ایالات متحده آمریکا است که در حال حاضر برای بیرمنگهام لژیون در پست مدافع بازی می‌کند.
وی همچنین در تیم‌های ملی فوتبال زیر ۱۵ سال، زیر ۱۶ سال و زیر ۱۷ سال ایالات متحده آمریکا بازی کرده است.